# Sondre Guttormsen
Sondre Guttormsen (né le 1er juin 1999 à Davis en Californie) est un athlète norvégien, spécialiste du saut à la perche. Il est champion d'Europe en salle en 2023 à Istanbul.

## Biographie
En 2018, Sondre Guttormsen bat son record personnel à 5,61 m pour se qualifier pour la finale des championnats d'Europe de Berlin. En finale, le 12 août, il bat le record de Norvège avec 5,75 m et termine à la 6e place de la compétition de perche la plus élevée de l'histoire. 
Le 24 juillet 2019, il porte à Leverkusen le record de Norvège à 5,80 m. Médaillé de bronze lors des Championnats d'Europe espoirs d'athlétisme 2021, il participe aux Jeux olympiques de Tokyo mais s'incline en qualifications. Il se classe 10e des Championnats du monde d'athlétisme 2022.
Le 5 mars 2023 à Istanbul, le Norvégien profite de l'absence du recordman du monde Armand Duplantis pour décrocher le titre européen en salle avec un saut à 5,80 m, effectué dès son premier essai. Grâce à cette performance, il devance sur le podium le Grec Emmanouil Karalis et le Polonais Piotr Lisek, deuxièmes ex-aequo. Cinq jours plus tard, il remporte les championnats NCAA en salle à Albuquerque en franchissant pour la première fois de sa carrière la barre des 6 mètres.

## Palmarès
| Date | Compétition                    | Lieu      | Résultat | Marque |
| ---- | ------------------------------ | --------- | -------- | ------ |
| 2016 | Championnats d'Europe cadets   | Tbilissi  | 3e       | 5,05 m |
| 2017 | Championnats d'Europe juniors  | Grosseto  | 6e       | 5,10 m |
| 2018 | Championnats du monde juniors  | Tampere   | 6e       | 5,40 m |
| 2018 | Championnats d'Europe          | Berlin    | 6e       | 5,75 m |
| 2019 | Championnats d'Europe en salle | Glasgow   | 6e       | 5,55 m |
| 2019 | Championnats d'Europe espoirs  | Gävle     | 4e       | 5,50 m |
| 2021 | Championnats d'Europe espoirs  | Tallinn   | 3e       | 5,60 m |
| 2021 | Jeux olympiques                | Tokyo     | 24e      | 5,50 m |
| 2022 | Championnats du monde          | Eugene    | 10e      | 5,70 m |
| 2022 | Championnats d'Europe          | Munich    | 6e       | 5,75 m |
| 2023 | Championnats d'Europe en salle | Istanbul  | 1er      | 5,80 m |
| 2024 | Jeux olympiques                | Paris     | 8e       | 5,80 m |
| 2025 | Championnats d'Europe en salle | Apeldoorn | 3e       | 5,90 m |

## Records
| Épreuve          | Épreuve   | Marque      | Lieu        | Date          |
| ---------------- | --------- | ----------- | ----------- | ------------- |
| Saut à la perche | Plein air | 5,90 m      | Austin      | 29 avril 2023 |
| Saut à la perche | En salle  | 6,00 m (NR) | Albuquerque | 10 mars 2023  |